# ازبک‌سازی
ازبک‌کردن یا ازبک‌سازی فرایندی است که شخص یا کسی که از لحاظ فرهنگی غیر ازبک شده یا مجبور به تبدیل شدن به ازبک می‌شود. این اصطلاح غالباً برای توصیف فرایندی استفاده می‌شود که طی آن منطقه ای که اکنون توسط ازبکستان اشغال شده‌است به عنوان یک جمهوری خودمختار (ازبکستان ASSR) در جمهوری سوسیالیستی اتحاد جماهیر شوروی ازبک بین سالهای ۱۹۲۴ و ۱۹۲۹ گنجانیده شده‌است.
اصطلاح «ازبک‌سازی» نیز برای اشاره به جذب فرهنگی تاجیک‌ها در ازبکستان به کار می‌رود. به دلیل فشارهای جذب که از سال ۱۹۲۴ با ایجاد جمهوری شوروی سوسیالیستی ازبکستان آغاز شد، تاجیک‌ها غالباً تصمیم گرفتند خود را در فرم‌های سرشماری جمعیت خود را ازبک معرفی کنند و ترجیح می‌دهند در گذرنامه‌های خود به عنوان ازبک ثبت نام کنند تا از ترک جمهوری و رفتن به تاجیکستان کمتر توسعه یافته زراعتی و کوهستانی جلوگیری کنند. در حالی که آمار رسمی ازبکستان، کل جمعیت تاجیکان در ازبکستان را در حدود ۵٪، تخمین می‌زند برآورد کارشناسان نشان می‌دهد که تاجیک‌ها ممکن است تا ۲۵٪ -۳۰٪ از کل جمعیت کشور را تشکیل دهند.
پس از انحلال اتحاد جماهیر شوروی، اصطلاح «ازبک‌سازی» برای فرایندهای در ازبکستان به کار گرفته شده‌است که نتایج روسی‌سازی را معکوس می‌کند. از جمله این موارد، بازگرداندن اهمیت زبان ازبکی است که جایگزین زبان روسی در آموزش اجباری، ترویج سنت و فرهنگ ازبک شد.
برخی از اقوامی که امروز ترک نامیده می‌شوند در اصل ترک نیستند بلکه ترک‌زبان شده‌اند برای نمونه می‌توان کشورهای عرب‌زبان مانند مصر و الجزایر را نام برد یعنی عربیزه شده‌اند نه این که از نظر تباری عرب باشند. اویغورها و ازبک‌ها از نظر نژادی، اقوامی به صورت کامل ترک نیستند و به نظر می‌رسد حدود ۷۰ درصد از ازبک‌ها، تاجیک‌های ازبک شده‌ای(سارت) هستند که در صد سال اخیر ترکیزه و ترک‌زبان شده‌اند. در این خصوص خیلی از بزرگان مانند هرمان وامبری نوشته‌اند. روند ترک‌سازی تاجیک‌ها از قرن ۱۶ میلادی شروع شد و همچنان ادامه دارد.
در سال ۱۹۲۴ با تلاش پان‌ترک‌ها و سیاست تاجیک‌ستیزی توسط امپراتوری روسیه مرزبندی‌ای صورت گرفت و نواحی زیادی از شهرهای تاجیک‌ها و سارت‌ها به ازبک‌ها واگذار شد. در سال ۱۹۲۶ هم ۷۰ درصد اهالی شهرهای تاریخی تاجیکان یعنی سمرقند و بخارا و چند ناحیه دیگر تاجیک‌نشین را در اسناد ازبک نوشتند. ازبک نوشتن تاجیک‌ها در سال‌های بعد نیز ادامه داشت و در حال حاضر حدود ۹۰ درصد مردم سمرقند، بخارا و دیگر نواحی تاجیک‌نشین در اسناد و شناسنامه‌ها ازبک ثبت شده‌اند. طی صد سال اخیر بیشتر مدارس تاجیکی در ازبکستان تعطیل شدند و تنها در سرخان دریا کمی وضع زبان فارسی بهتر است. پس از فروپاشی شوروی و استقلال ازبکستان در سال ۱۹۹۱، زبان ازبکی به عنوان زبان رسمی اعلام شد و این اتفاق سبب هر چه بیشتر شدن تعطیلی مدارس تاجیکی و ازبک‌سازی تاجیک‌ها (ترکی‌سازی تاجیک‌ها) در ازبکستان شده‌است.
جمعیت امروزی ازبک‌ها نشان دهنده درجات مختلفی از تنوع ناشی از ترافیک بالای مسیرهای هجوم از طریق آسیای مرکزی می‌باشند. هنگامی که جمعیت موجود در آسیای مرکزی توسط قبایل ایرانی و سایر مردم هندواروپایی و همین‌طور چندین حمله شدید از ناحیه مغول‌ها تحت تأثیر قرار گرفت. بر اساس مطالعات اخیر ژن‌شناسی دانشگاه آکسفورد، ژن ازبک‌ها ترکیبی از مردمان ایرانی و مغول‌ها است.